# ThrustSSC

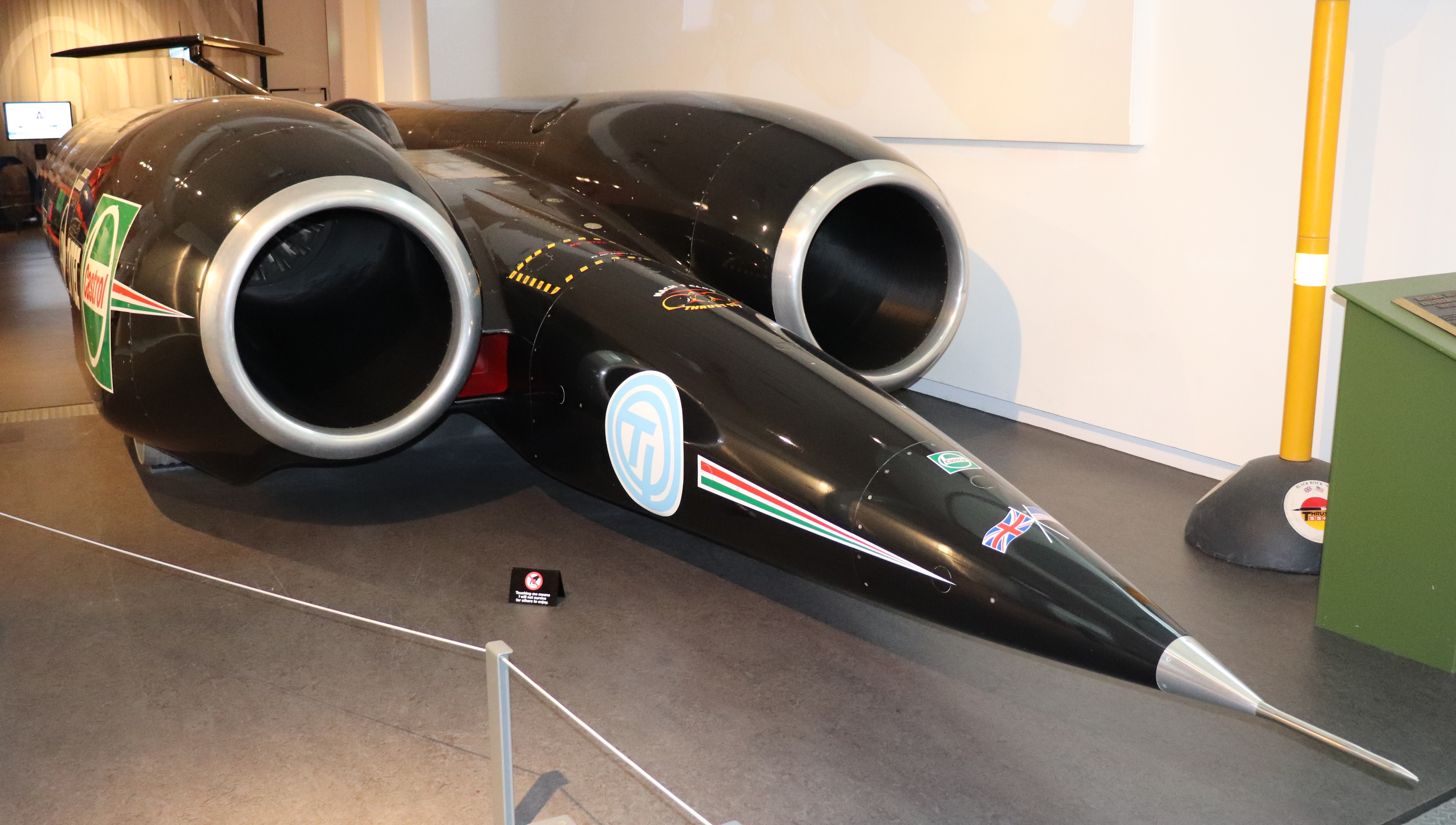
Das ThrustSSC im Museum of British Road Transport

Das ThrustSSC (Thrust SuperSonic Car, englisch für schubkraftgetriebenes Überschallfahrzeug) ist ein britisches strahlgetriebenes Auto, das den Landgeschwindigkeitsrekord als schnellstes Landfahrzeug der Welt hält und zudem das erste Landfahrzeug war, das anerkanntermaßen die Schallmauer durchbrach. Das ThrustSSC befindet sich heute im Coventry Transport Museum, England.

## Technik
Das ThrustSSC wird von zwei Rolls-Royce Spey mit Nachbrennern angetrieben, die 110.000 PS (80.800 kW) leisten und 18 Liter Treibstoff pro Sekunde verbrauchen. Es hat eine Länge von 16,5 m, ist 3,7 m breit und wiegt 10,5 Tonnen. Seine Entwicklung kostete rund 10 Millionen Euro und wurde von Richard Noble und Ron Ayers geleitet. Richard Noble stellte 1983 mit dem Thrust2 einen Weltrekord für das schnellste Landfahrzeug auf (mit 1.018 km/h). Das ThrustSSC kann innerhalb von 4 Sekunden eine Geschwindigkeit von 100 mph (ca. 161 km/h) erreichen  und hat nach 16 Sekunden die 600-mph-Marke (ca. 966 km/h) durchbrochen.
Um das ThrustSSC aus solch hohen Geschwindigkeiten abzubremsen, hat es zusätzlich zu den Scheibenbremsen zwei Bremsschirme. Der erste ist zum Abbremsen aus hohen Geschwindigkeiten gedacht und hat einen Durchmesser von 2,28 m. Bei einer Geschwindigkeit von 600 mph erzeugt dieser Schirm eine Bremskraft von etwa 100 kN. Der zweite Bremsschirm zum Abbremsen im niedrigen Geschwindigkeitsbereich hat einen Durchmesser von 4,57 m und entwickelt bei 200 mph (ca. 321 km/h) eine Bremskraft von etwa 60 kN.

## Geschwindigkeitsrekord

### Vorbereitung
Zur Erprobung des neuartigen Fahrzeugs wurden im Oktober und November 1996 sowie im Mai und Juni 1997 erstmals in der Al-Jafr-Wüste östlich von Maʿan in Jordanien längere Tests absolviert. Die jordanische Teststrecke hat den großen Vorteil, dass sie mehrere Monate trocken ist, was den Zeitdruck auf das Projekt erheblich reduzierte. Die üblicherweise für Geschwindigkeitsrekorde benutzten Salzflächen in den westlichen USA (auf denen später die eigentliche Weltrekordfahrt stattfand) können hingegen nur einen Monat im Jahr benutzt werden.

### Rekordfahrt

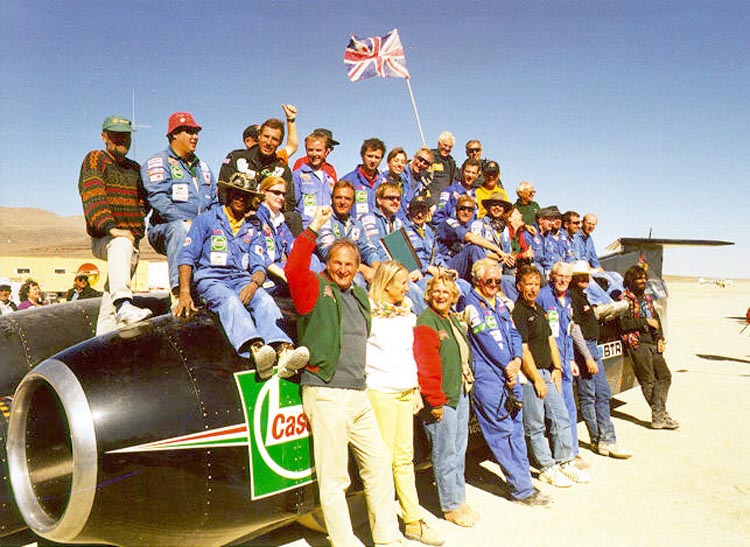
Das ThrustSSC-Team

Am 15. Oktober 1997 stellte das Fahrzeug mit dem Militärpiloten Andy Green als Fahrer den Rekord von 1.227,985 km/h als Durchschnittsgeschwindigkeit über eine Meile in der Black-Rock-Wüste von Nevada (USA) auf. Gleichzeitig durchbrach es damit die Schallmauer.

### Andere Rekordfahrten
Auch wenn das ThrustSSC als erstes Auto die Anerkennung für eine Überschallfahrt erhielt, ist unklar, ob die anerkannte Rekordfahrt wirklich die erste Überschallfahrt eines Autos war. Möglicherweise erreichte die Budweiser Rocket unter Führung des Amerikaners Stan Barrett bereits am 17. Dezember 1979 bei der Edwards Air Force Base auf dem Rogers Dry Lake eine Mach-Zahl von 1,01. Dieser Rekord wurde von der FIA jedoch nicht offiziell anerkannt, da Messfehler vermutet wurden und weder das Fahrzeug noch der Ablauf des Rekordversuchs dem FIA-Reglement entsprachen.
Das Team um Richard Noble arbeitet an einem Nachfolger, dem Bloodhound SSC. Dieses Fahrzeug sollte Ende 2020 eine Geschwindigkeit von 1.000 mph erreichen, also etwa 1.609 km/h, jedoch gab im Januar 2021 das Team bekannt, dass aufgrund der Verzögerungen durch die COVID-19-Pandemie und damit einhergehender wirtschaftlicher Einbußen ein neuer Hauptinvestor gesucht wird. Ein amerikanisches Team versuchte mit dem North American Eagle, einer zum Auto umgebauten Lockheed F-104, den Weltrekord des ThrustSSC zu brechen. Am 27. August 2019 verunfallte die Fahrerin Jessi Combs mit der North American Eagle in der Alvord Desert im US-Bundesstaat Oregon schwer und starb noch an der Unfallstelle.